# MKS Zawiercie
MKS Zawiercie – polski klub sportowy z Zawiercia. Sekcja siatkarska kobiet w latach 2004-2008 występowała w II lidze. Posiada status uczniowskiego klubu sportowego.

## Historia
Międzyszkolny Klub Sportowy został założony w 1958 roku przez Mariana Bartolewskiego na bazie Uczniowskiego Klubu Sportowego, działającego od 1946 roku przy I Liceum Ogólnokształcącym im. Stefana Żeromskiego w Zawierciu. Początkowo klub wystawiał juniorskie drużyny siatkarskie (dziewczęta, chłopcy) i koszykarskie (chłopcy). Ponadto siatkarska drużyna męska została zgłoszona do klasy A, a w 1962 roku awansowała do III ligi. W latach 1964–1965 klub zdobył mistrzostwo Polski szkół ponadpodstawowych w kategorii młodzików, natomiast grający w tej drużynie Włodzimierz Jurczyk został powołany do młodzieżowej reprezentacji Polski. W latach 1966–1967 siatkarze odpadali na szczeblu półfinałów. Pod koniec lat 60. seniorzy rozpoczęli występy w lidze międzywojewódzkiej pod nazwą LZS Zawiercie.
Z uwagi na niedostateczne finansowanie klubu zarząd wyszedł z propozycją połączenia z Wartą Zawiercie, jednak lokalne władze nie wyraziły na to zgody. W 1972 roku siatkarze MKS zasilili sekcję siatkarską Warty Zawiercie. W 1975 roku siatkarki MKS zostały przeniesione do II Liceum Ogólnokształcącego im. Włodzimierza Majakowskiego w Zawierciu. W 1984 roku siatkarze klubu, pod wodzą Pawła Kozłowskiego, zajęli piąte miejsce na Ogólnopolskiej Spartakiadzie Młodzieży.
W 2004 roku klub po raz pierwszy w historii awansował do II ligi kobiet. W sezonie 2004/2005 pod wodzą Wacława Gębarskiego zespół zajął piąte miejsce w lidze. W sezonie 2005/2006 MKS Zawiercie zajął ósme miejsce w lidze. Po zakończeniu sezonu Gębarskiego w roli trenera zastąpił Robert Kwiecień, a sponsoring tytularny zakończyła Jura Skałka. W 2008 roku MKS spadł do III ligi, przegrywając wszystkie mecze sezonu.
W klubie funkcjonowała także sekcja piłki ręcznej i akrobatyki.

## Bilans sezon po sezonie
| Sezon     | Liga    | Miejsce | Punkty | Mecze (Z-P) | Mecze (Z-P) | Uwagi  |
| --------- | ------- | ------- | ------ | ----------- | ----------- | ------ |
| 2004/2005 | II liga | 5.      | 20     | 16          | (7-9)       |        |
| 2005/2006 | II liga | 8.      | 10     | 17          | (4-13)      |        |
| 2006/2007 | II liga | 9.      | 8      | 18          | (2-16)      |        |
| 2007/2008 | II liga | 10.     | 1      | 23          | (0-23)      | spadek |